# Soleil Film

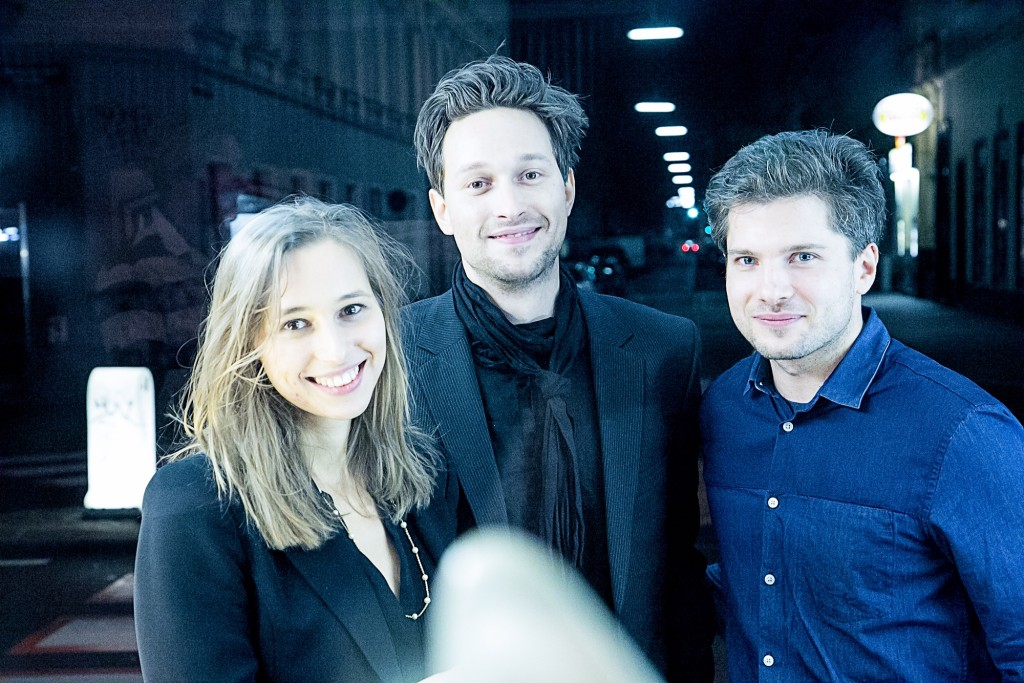
Gründungsmitglieder: Alice Karasek, Jürgen Karasek, Filip Antoni Malinowski (v. l. n. r.)

Soleil Film GmbH ist eine österreichische Produktionsfirma für Spiel- und Dokumentarfilm mit Sitz in Wien.

## Geschichte
Soleil Film wurde im Oktober 2008 nach der Veröffentlichung des Spielfilms Warten auf den Mond (Regie: Jürgen Karasek) von Jürgen Karasek, Filip Antoni Malinowski und Alice Karasek gegründet.
Mit dem Ziel durch „kleine und persönliche Geschichten, […] einen kleinen Einblick ins Leben von Individuen in sozio-politischen Konflikten und Entwicklungen zu geben“, oder komplexe Makrokosmen anhand von „Geschichten mit globalen Einflüssen und bestehenden Zusammenhängen zu erforschen“, wurden seit 2008 zahlreiche Dokumentar- und Spielfilme für Kino und Fernsehen produziert. Sowohl der Blick auf soziale und politische Themen von gesellschaftlicher Relevanz als auch eine innovative künstlerische Umsetzung stehen hierbei im Vordergrund.

## Produktionen

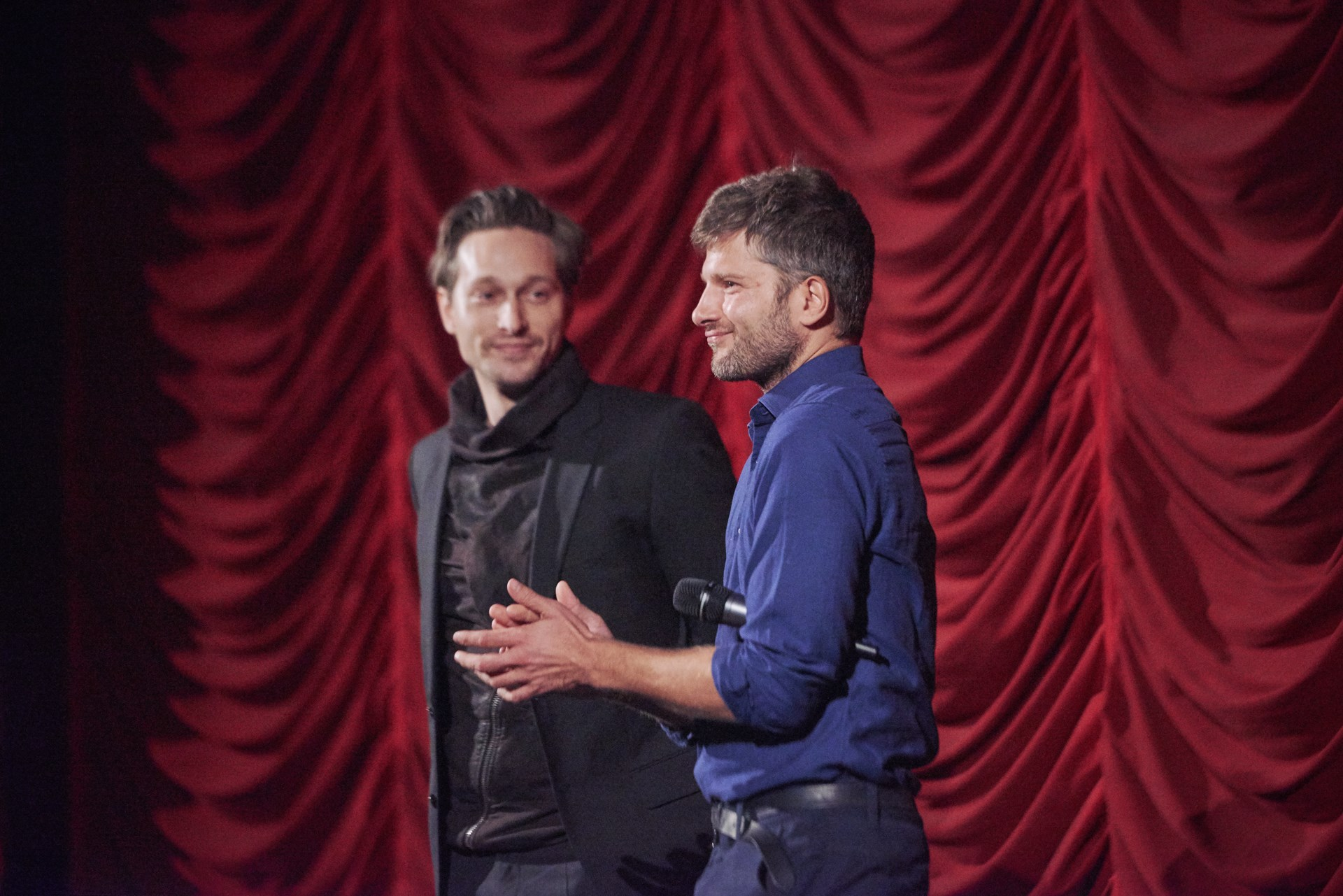
Soleil Film Premiere: Guardians of the earth

Eine Vielzahl der von Soleil Film produzierten Filme wurde auf wichtigen internationalen Festivals präsentiert und ausgezeichnet. Der Dokumentarfilm Gwendolyn von Ruth Kaaserer (2017), ein feinfühliges Porträt über die Gewichtheberin und Anthropologin Gwendolyn Leick, hatte im Wettbewerb DOK Leipzig 2017 Weltpremiere und lief unter anderem auch auf der IDFA in Amsterdam und wurde auf der Viennale gezeigt. Weiters wurde der Film mit dem Franz-Grabner-Preis für den besten Kinodokumentarfilm, sowie dem MehrWert-Preis der Viennale ausgezeichnet und erhielt die Preise für die beste Bildgestaltung und die beste Montage auf der Diagonale 2018.
Auch Namrud (Troublemaker) von Fernando Romero-Forsthuber (2017), ein Dokumentarfilm über den polarisierenden palästinensisch-israelischen Musiker Jowan Safadi, hatte seine Weltpremiere bei DOK Leipzig 2017 und lief unter anderem beim DOK.fest München und Crossing Europe in Linz. Der vielbeachtete Dokumentarfilm Guardians of the Earth von Filip Antoni Malinowski (2017), der einen tiefen Einblick in die Strukturen des Klimagipfels in Paris in 2015 gibt, wurde unter anderem bei CPH:Dox und DocsMX gezeigt. 2012 veröffentlichte Soleil Film bereits Filip Antoni Malinowskis ersten langen Dokumentarfilm über seine polnischen Großeltern Maria muss packen, der beim Krakau Filmfestival Uraufführung feierte.
Die genannten Dokumentarfilme hatten alle regulären Kinostart in Österreich. Dazu kamen Kinostarts in weiteren Ländern wie Deutschland, Spanien und Polen.
Darüber hinaus hat Soleil Film in den letzten Jahren zahlreiche kurze und mittellange Filme produziert, die auf mehreren internationalen Filmfestivals liefen. Novemberlichter (2013) und Der Ausflug (2018), beide von Jürgen Karasek, wurden jeweils mit dem Thomas-Pluch-Drehbuchpreis ausgezeichnet und liefen u. a. beim Max-Ophüls-Filmfestival bzw. den Internationalen Hofer Filmtagen. Liebling von Sebastian Schmidl (2015) wurde unter anderem auf dem Max-Ophüls-Filmfestival gezeigt und war für den First-Steps-Award nominiert. Zukünftig arbeitet Soleil Film vermehrt auch an abendfüllenden Spielfilmen.

## Filmografie (Auswahl)

### Dokumentarfilme
- 2017 „GWENDOLYN“, Kinodokumentarfilm – Regie: Ruth Kaaserer
- 2017 „GUARDIANS OF THE EARTH“, Kinodokumentarfilm – Regie: Filip Antoni Malinowski
- 2017 „NAMRUD (TROUBLEMAKER)“, Kinodokumentarfilm – Regie: Fernando Romero-Forsthuber
- 2014 „OLYA’S LOVE“, Kinodokumentarfilm – Regie: Kirill Sakharnov
- 2014 „ZWISCHEN RAMPENLICHT UND ROTLICHT“, TV-Dokumentarfilm – Regie: Karoline Heflin-Tekirdali
- 2013 „HI-JEW-POSITIVE“, Kinodokumentarfilm – Regie: Ronit Kertsner
- 2012 „MARIA MUSS PACKEN“, Kinodokumentarfilm – Regie: Filip Antoni Malinowski
- 2012 „LOVE TRIPS“, Kinodokumentarfilm – Regie: Carlo Pisani

### Spielfilme
- 2018 „DER AUSFLUG“, mittellanger Film – Regie: Jürgen Karasek
- 2015 „LIEBLING“, mittellanger Film – Regie: Sebastian Schmidl
- 2015 „DER DAMM“, mittellanger Film – Regie: Nikolaus Müller
- 2013 „SOLA“, Kurzfilm – Regie: Alexandra Makarová
- 2012 „NOVEMBERLICHTER“, Kurzfilm – Regie: Jürgen Karasek
- 2007 „WARTEN AUF DEN MOND“, Spielfilm Regie: Jürgen Karasek